# Lisa Lampanelli
Lisa Lampanelli, nata Lisa Marie Lampugnale (Trumbull, 19 luglio 1961), è un'attrice e comica statunitense.

## Filmografia parziale

### Cinema
- Larry the Cable Guy: Health Inspector, regia di Trent Cooper (2006)
- Delta Farce, regia di C. B. Harding (2007)
- Drillbit Taylor - Bodyguard in saldo (Drillbit Taylor), regia di Steven Brill (2008)
- Not Fade Away, regia di David Chase (2012)
- Daddy Daughter Trip, regia di Rob Schneider (2022)

### Televisione
- Larry the Cable Guy's Christmas Spectacular - film TV (2007)
- Reno 911! - 2 episodi (2007, 2008)
- Lisa Lampanelli: Long Live the Queen (2009)
- Whitney - un episodio (2011)
- Lisa Lampanelli: Tough Love (2011)
- I Simpson (The Simpsons) - un episodio, voce (2013)
- Bounty Hunters - 7 episodi (2013)
- 2 Broke Girls - un episodio (2016)